# بخش دلبران
بخش دلبران یکی از بخش‌های شهرستان قروه در استان کردستان ایران است.

## جمعیت
براساس سرشماری مرکز آمار ایران در سال ۱۳۹۵، جمعیت بخش دلبران ۱۶٬۳۴۵ نفر بوده‌است.

## تصاویر

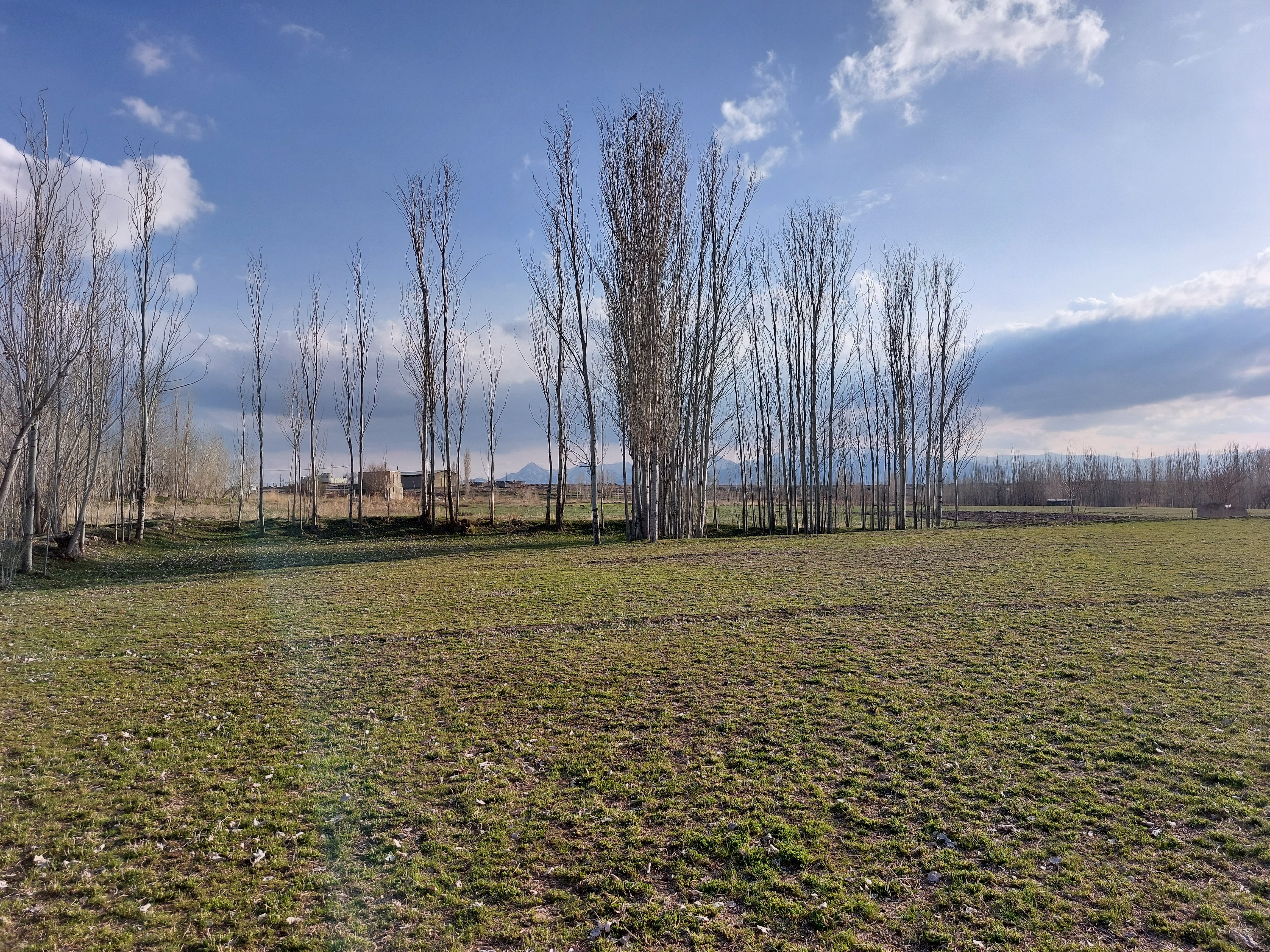
دشت دلبران

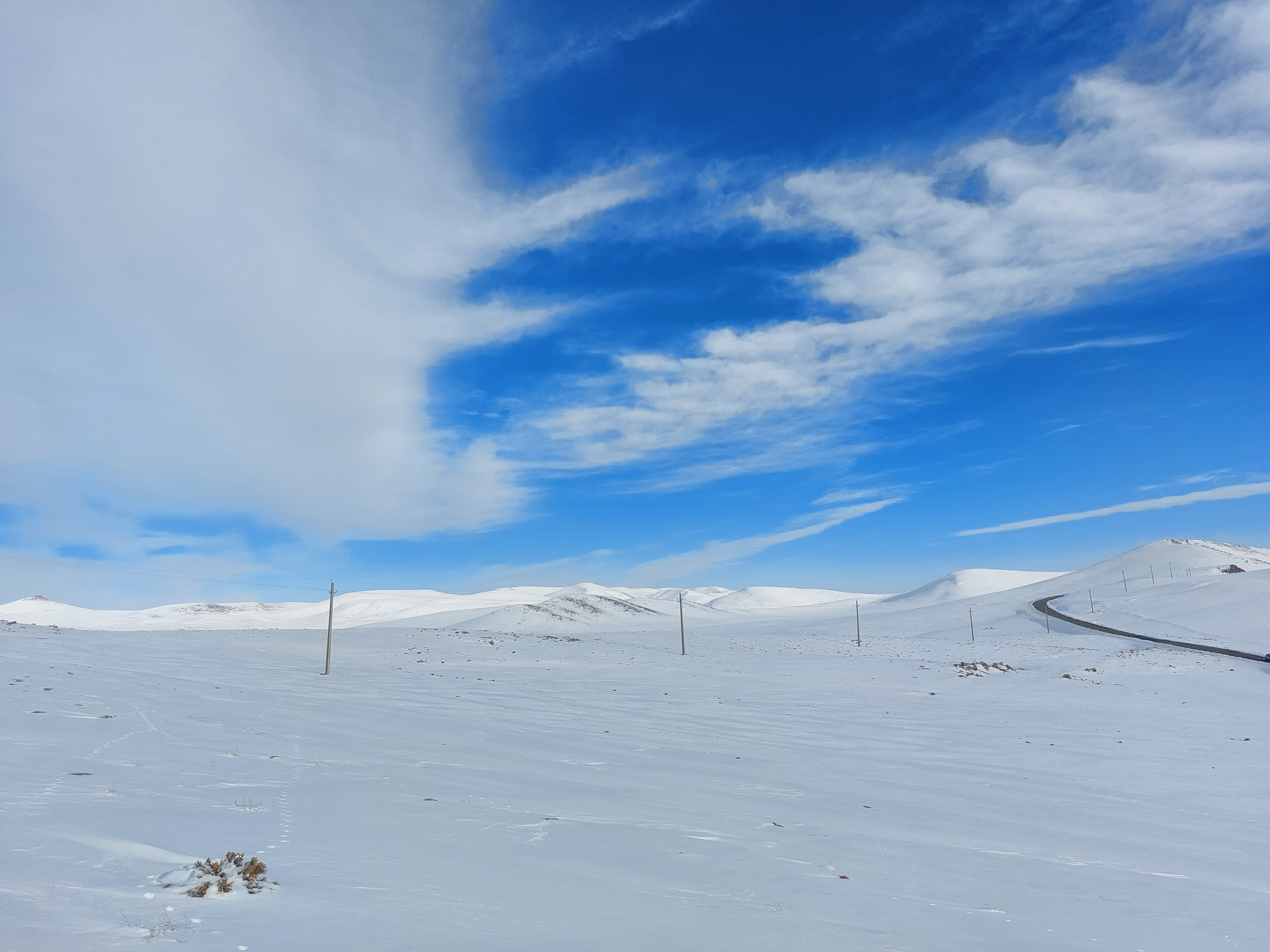
زمستان بخش دلبران

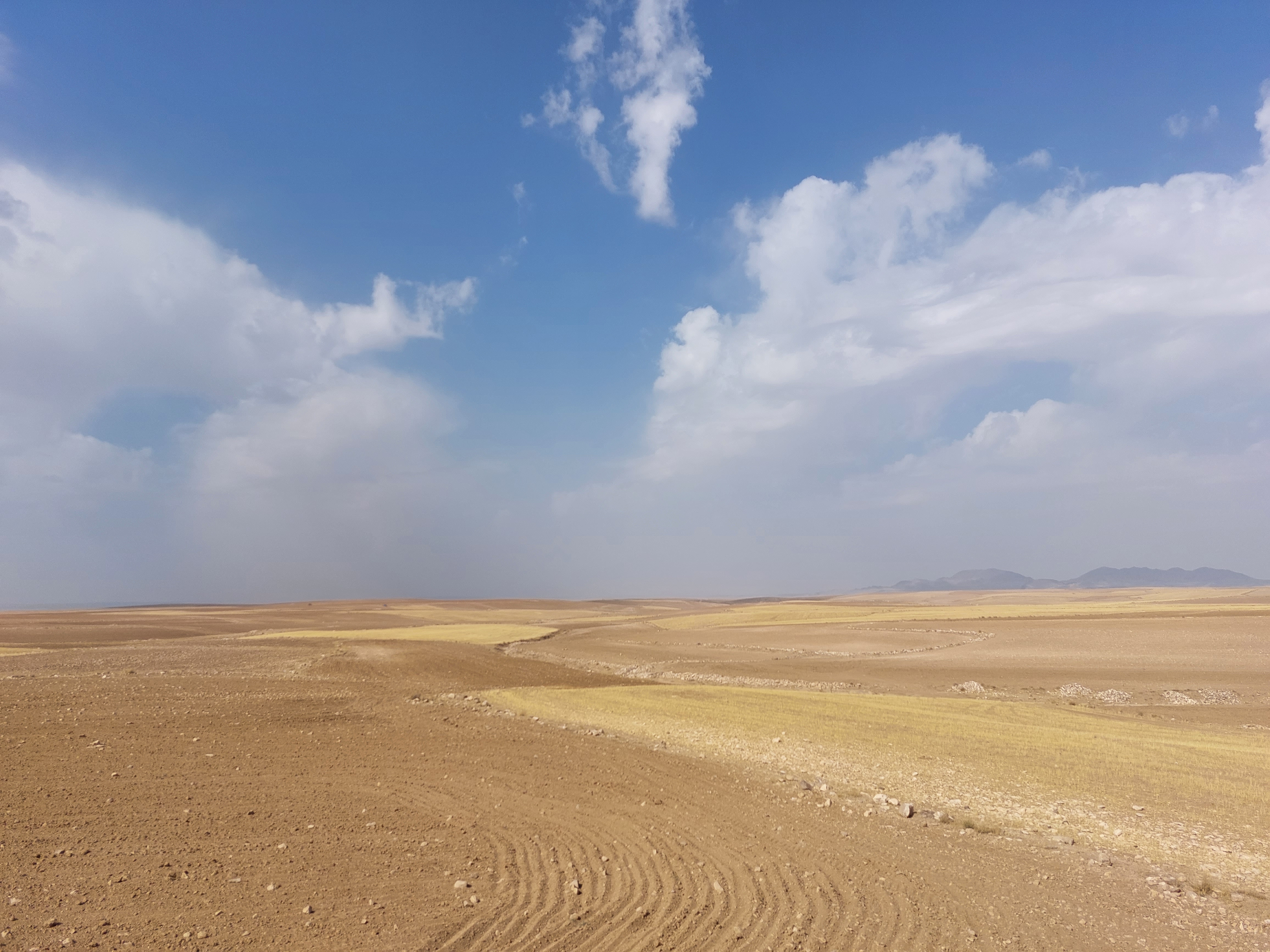
دشت بخش دلبران

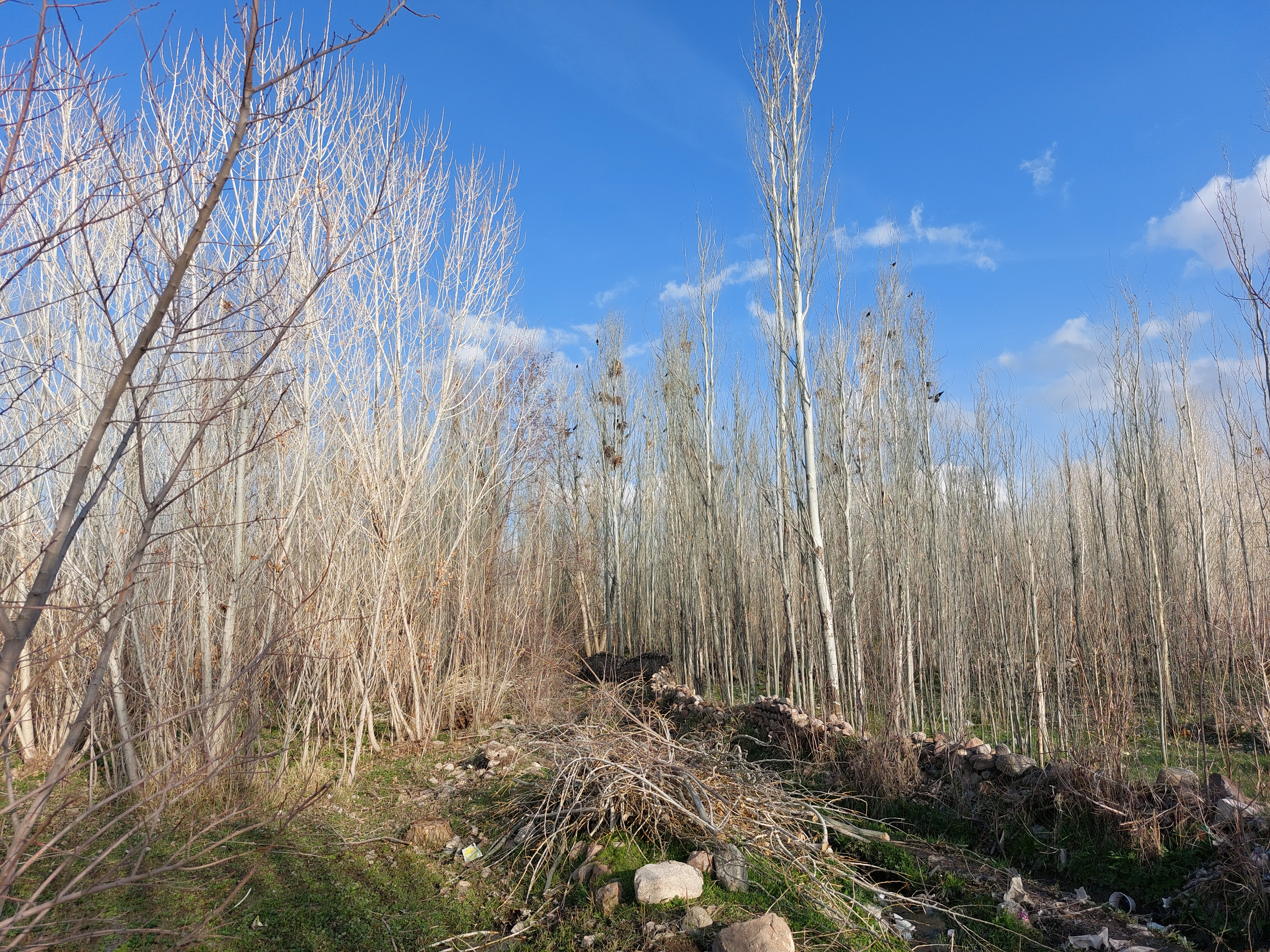
طبیعت جنگلی بخش دلبران

## تقسیمات کشوری
بخش دلبران از دو دهستان تشکیل شده‌است:
- دهستان دلبران
- روستا ها: باغلوجه، نی بند، قوجاق، بهارلو، داش کسان
- دهستان مالوجه
- روستاها: طوغان باباگرگر، مالوجه، قزلجه کند، باباگرگر